# Odorrana kuangwuensis
Odorrana kuangwuensis är en groddjursart som först beskrevs av Liu och Hu in Hu, Zhao 1966.  Odorrana kuangwuensis ingår i släktet Odorrana och familjen egentliga grodor. IUCN kategoriserar arten globalt som starkt hotad. Inga underarter finns listade i Catalogue of Life.